# محطة روستوف للطاقة النووية
محطة روستوف للطاقة النووية (بالروسية: Ростовская АЭС)‏ هي محطة طاقة نووية روسية تقع على الضفة اليسرى لخزان تسيمليانسك في المجرى السفلي لنهر دون بالقرب من فولغودونسك، روستوف أوبلاست.
بدأ بناء مفاعل روستوف رقم 1 في عام 1977 وبدأت عملياته في عام 2001. بدأ بناء المفاعل رقم 2 في عام 1983 وانتهى في عام 2010. تم توصيل الوحدة الثالثة بالشبكة الكهربائية لأول مرة في ديسمبر 2015. تعرضت الوحدة 4 إلى أول حالة حرجة في 7 ديسمبر 2017، ودخلت حيز التشغيل التجاري في 28 سبتمبر 2018. الوحدتان رقم 3 و 4 من النوع الفرعي VVER-1000/320 المحدث.
تم إحياء الصناعة النووية الروسية بعد الاتحاد السوفيتي في روستوف في أوائل العقد الأول من القرن الحادي والعشرين، مع الانتهاء من بناء الوحدة 2 في عام 2010، والوحدة 3 في عام 2015 والوحدة 4 في عام 2017. كانت الوحدة الرابعة هي آخر مفاعل VVER-1000 / V-320 تم بناؤه.

## بيانات المفاعل
| الوحدة   | القدرة الصافية (ميغاواط) | السعة الإجمالية (ميغاواط) | بداية أعمال البناء | الاتصال بالشبكة | بداية التشغيل  | أُغلق |
| -------- | ------------------------ | ------------------------- | ------------------ | --------------- | -------------- | ---- |
| روستوف 1 | VVER-1000/320            | 950 ميغاواط               | 1000 ميغاواط       | 1 سبتمبر 1981   | 25 ديسمبر 2001 | -    |
| روستوف 2 | VVER-1000/320            | 950 ميغاواط               | 1000 ميغاواط       | 1 مايو 1983     | 10 ديسمبر 2010 | -    |
| روستوف 3 | VVER-1000/320            | 950 ميغاواط               | 1000 ميغاواط       | 15 سبتمبر 2009  | 17 سبتمبر 2015 | -    |
| روستوف 4 | VVER-1000/320            | 1011 ميغاواط              | 1030 ميغاواط       | 16 يونيو 2010   | 28 سبتمبر 2018 | -    |

## روابط خارجية
Rostov NPP (بالإنجليزية)